# バーモント州全州区
バーモント州全州区 (バーモントしゅうぜんしゅうく、英語: Vermont's at-large congressional district) は、アメリカ合衆国連邦下院の選挙区である。小選挙区制であり、定数1人。

## 区域
バーモント州 - 全域

## 歴史
1990年から2006年までは無所属のバーニー・サンダースが二大政党の候補を破って当選していた。2022年の中間選挙では民主党内最左派であるベッカ・バリントが当選した。バリントはバーモント州を代表する初の女性およびLGBTの人物であり、バーモント州は女性によって議会に代表される最後の州となった。

## 選挙結果

### 21世紀
| 選挙名 | 当選者               | 政党 | 政党   |
| ------ | -------------------- | ---- | ------ |
| 2002年 | バーニー・サンダース |      | 無所属 |
| 2004年 | バーニー・サンダース |      | 無所属 |
| 2006年 | ピーター・ウェルチ   |      | 民主党 |
| 2008年 | ピーター・ウェルチ   |      | 民主党 |
| 2010年 | ピーター・ウェルチ   |      | 民主党 |
| 2012年 | ピーター・ウェルチ   |      | 民主党 |
| 2014年 | ピーター・ウェルチ   |      | 民主党 |
| 2016年 | ピーター・ウェルチ   |      | 民主党 |
| 2018年 | ピーター・ウェルチ   |      | 民主党 |
| 2020年 | ピーター・ウェルチ   |      | 民主党 |
| 2022年 | ベッカ・バリント     |      | 民主党 |
| 2024年 | ベッカ・バリント     |      | 民主党 |